# San Juan Juquila Vijanos
San Juan Juquila Vijanos es una localidad del estado mexicano de Oaxaca. Es cabecera del municipio de San Juan Juquila Vijanos.

## Demografía
| Censo | Población |
| ----- | --------- |
| 1900  | 1133      |
| 1910  | 1098      |
| 1921  | 1099      |
| 1930  | 1143      |
| 1940  | 1150      |
| 1950  | 1197      |
| 1960  | 997       |
| 1970  | 630       |
| 1980  | 604       |
| 1990  | 627       |
| 1995  | 593       |
| 2000  | 596       |
| 2005  | 607       |
| 2010  | 610       |
| 2020  | 539       |